# Laurent Sinclair
Pour les articles homonymes, voir Sinclair.
Laurent Sinclair, nom de scène de Laurent Biehler, né le 5 avril 1961 à Suresnes et mort le 2 septembre 2019 à Colombes,, est un compositeur et musicien français.
Il est principalement connu pour avoir été le claviériste et co-compositeur du groupe Taxi Girl de 1978 à 1983. Il est le compositeur de leur plus grand tube Cherchez le garçon.

## Biographie
Issu d'un milieu instruit, Laurent Biehler passe par le Conservatoire de musique et écoute Brian Eno,. En quatrième, il est exclu du lycée Honoré-de-Balzac de Paris mais y revient traîner le midi et en fin d’après-midi.
Il fonde le groupe Taxi Girl avec ses copains du lycée Balzac en 1978, composé de Pierre Wolfsohn (mort en 1981), Mirwais Stass, Stéphane Erard, et un peu plus tard Daniel Darc (mort en 2013), où il devient « Laurent Sinclair ». C'est lui, fan de James Bond, qui en choisit le nom dans un film, alors que Daniel Darc indique qu'il l'aurait trouvé dans une revue pornographique, « pour faire comme le Velvet ». Pianiste de formation, il attend son heure de claviériste dans ce groupe qui n'en voit pas l'intérêt immédiat et l'emploie comme manager ; il compose sur un orgue Farfisa sur lequel reposera rapidement le son de Taxi Girl. Le groupe donne des concerts au Gibus et au Rose Bonbon, et ailleurs en première partie,. En 1980, le titre Cherchez le garçon connaît un succès fulgurant et s'écoule à plus de 300  000 exemplaires. Laurent est à l'origine du texte et de la mélodie, démontrant ainsi un talent certain, mais dans les coulisses d'un concert, on lui propose de l'héroïne qu'il sniffe pour la première fois. Dans La disparition. Enquête sur la vie et l'absence d'Alain Kan, de Christian Eudeline, il évoque ouvertement « ses plus grosses soirées héro ». Il enchaîne les concerts avec Taxi Girl, puis prend de longues vacances qui lui seront reprochées.
Il quitte le groupe en 1983, remercié par Darc et Mirwais en raison de désaccords musicaux,, alors que Daniel Darc reconnaîtra plus tard qu'il était un « musicien brillant », ajoutant : « Sa pensée était plus logique. C'était lui le plus structuré de nous tous ».
Il s'essaye à une éphémère carrière solo, malgré un succès d'estime pour son 45T Devant le miroir (1986), objet du conflit. Il est soutenu par les Stranglers britanniques, produit des disques de petits groupes comme Tokow Boys ou le premier groupe des futurs Enzo Enzo, Korïn Noviz, joue au sein de Juliette et les Indépendants (soit Mirwais et sa compagne) ou d'Atomic Mushroom. En tant que musicien, il accompagne Fred Chichin avant les Rita Mitsouko, et des chanteurs dont Patrick Eudeline, Alain Kan, Jil Kaplan ou Pascal Comelade, sur son orgue Hammond,.
Plusieurs professionnels le considèrent comme un musicien de grand talent, : « le plus brillant d’entre nous», disait notamment Daniel Darc.
En 1995, tenté par le « paradis artificiel », il s'installe au Viêt Nam où il fonde son propre groupe de rock, les Gonzai Zebraz (« zèbres de Saïgon » en verlan), avant de revenir en France dans les années 2000 pour produire des groupes électro ou encore un groupe d'Avignon, Louis XIV. Il se lance alors dans la production artistique de petits groupes electro, avec pour projet de créer un label musical.
Après des décennies de brouille, il séjourne souvent chez son frère qui vit sur une petite île grecque, et se réconcilie également avec Mirwais dans les derniers temps de sa vie.
En 2019, ses projets avec Camille Bazbaz et le duo électro Vision Paname n'ont pas le temps d'aboutir. Laurent Sinclair meurt le 2 septembre 2019 à Colombes, à l'âge de 58 ans. Son fils confirme à l'AFP : « Il est décédé du rock'n'roll ». Une cérémonie au funérarium du cimetière du Père-Lachaise, le 6 septembre, rassemble la famille (dont ses enfants Marlon et Loraine), les amis et les camarades de rock et de musique de Laurent Biehler.

## Discographie

### Albums avec Taxi Girl
- Mannequin (1980) : Maxi vinyle, 3 titres
- Cherchez le garçon (1980)
- Seppuku (1981)

### En solo
- Devant le Miroir (Contorsion, 1986) (single)

### Collaborations
- Parfums de nuit, album d'Alain Z Kan (Azk, 1986) sur le titre Schwarz Market